# Список дипломатических миссий Комор

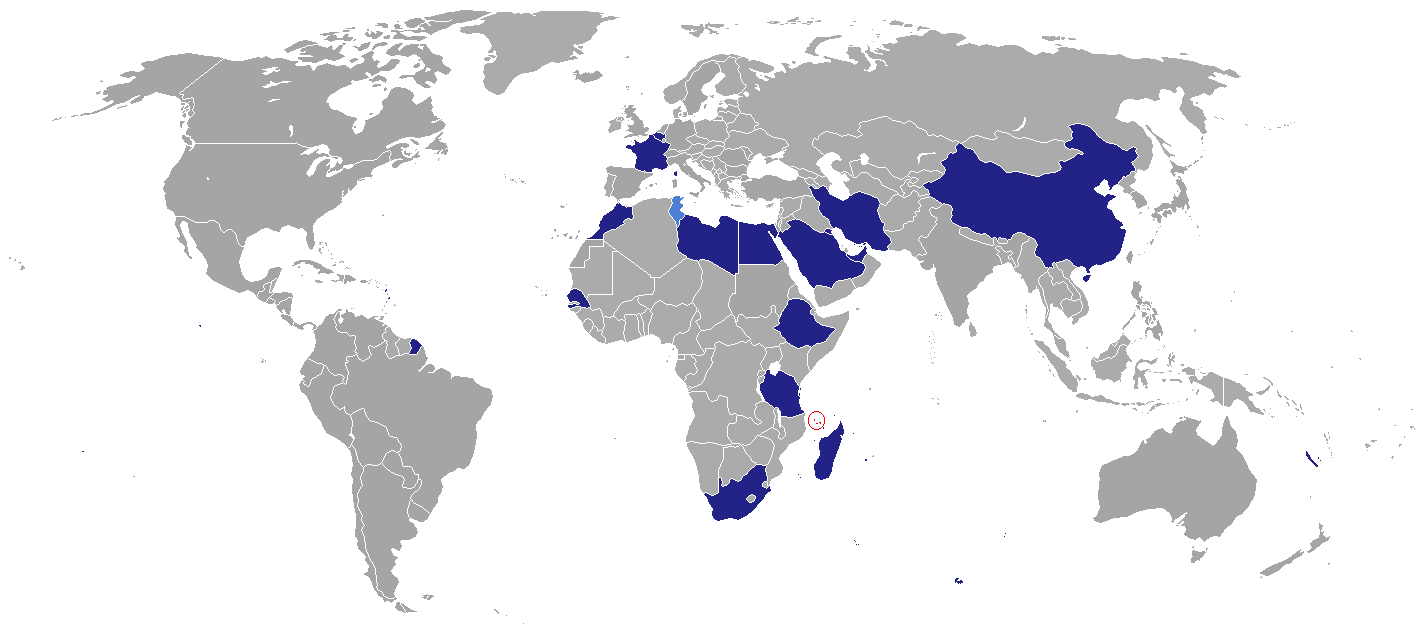
Дипломатические миссии Комор

Список дипломатических миссий Комор — перечень дипломатических миссий (посольств) Комор в странах мира (не включает почётных консульств).

## Европа

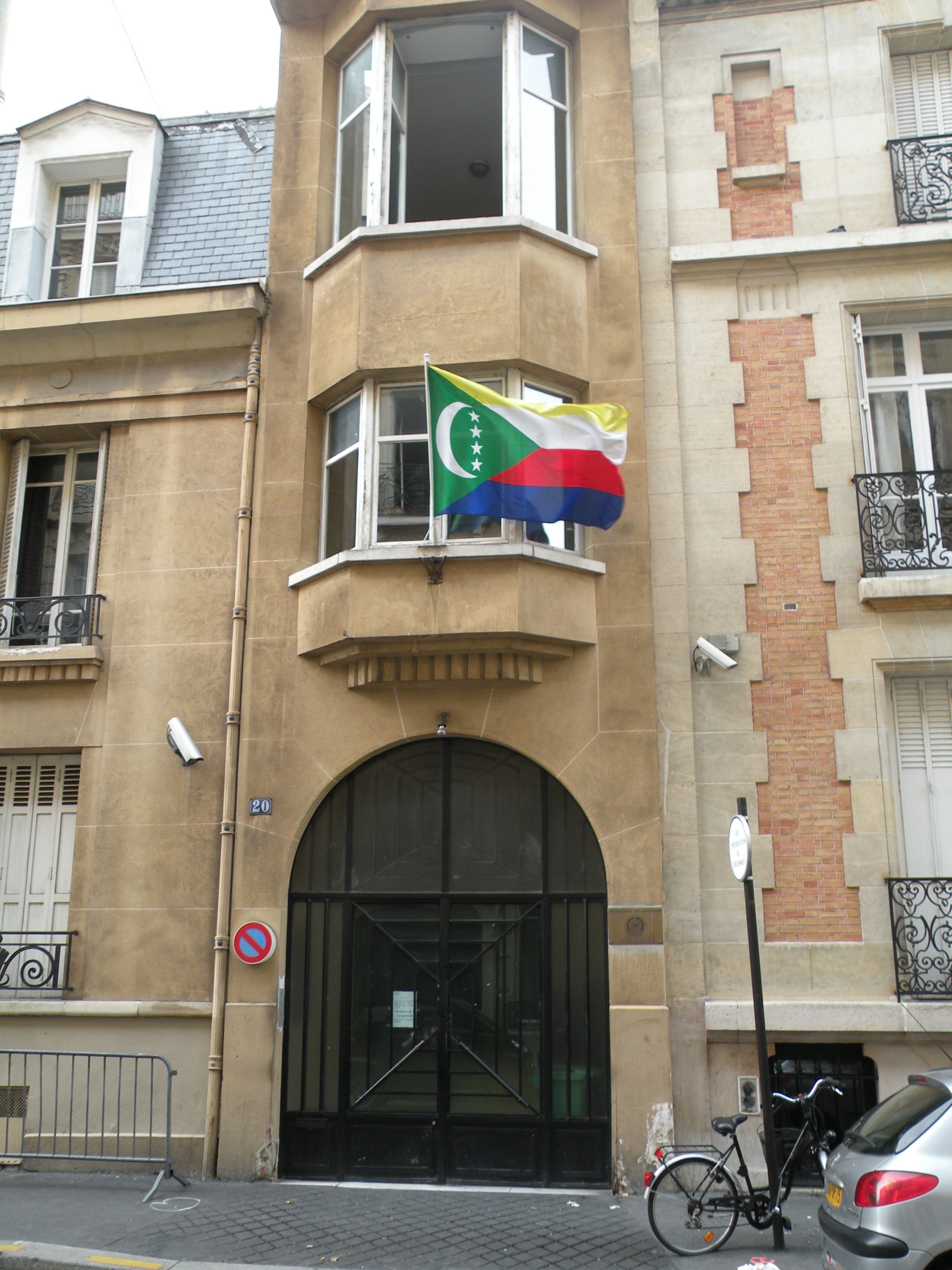
Посольство Комор в Париже

- Бельгия
  - Брюссель (посольство)
- Франция
  - Париж (посольство)

## Средний Восток
- Иран
  - Тегеран (посольство)
- Саудовская Аравия
  - Эр-Рияд (посольство)
  - Джидда (консульство)

## Африка
- Египет
  - Каир (посольство)
- Ливия
  - Триполи (посольство)
- Мадагаскар
  - Антананариву (посольство)
  - Махадзанга (консульство)
- ЮАР
  - Претория (посольство)

## Международные организации
- Каир (постоянное представительство при Лиге арабских государств)
- Нью-Йорк (постоянное представительство при ООН)